# 鄭沼曾
鄭沼曾（？—？），广西宁明州人，清朝政治人物。举人出身。
嘉庆十三年七月，擔任清朝廣東省潮州府豐順縣知縣。后由嚴暉吉接任。